# Mariner 9
Mariner 9 est une sonde spatiale développée au début des années 1970 par l'agence spatiale américaine, la NASA, dans le but d'étudier la planète Mars. Mariner 9 est la première sonde spatiale placée en orbite autour d'une planète autre que la Terre. Alors que les précédentes missions spatiales  Mariner 6 et Mariner 7 n'avaient pu que survoler Mars et avaient donné l'impression d'une planète stérile et lunaire, les observations effectuées par Mariner 9 mettent en évidence une histoire planétaire complexe comprenant une période où l'eau circulait à l'état liquide à sa surface.
Mariner 9 fait partie de la série de missions d'exploration du système solaire rattachée au programme Mariner partageant de nombreuses caractéristiques. D'une masse de près d'une tonne, la sonde spatiale, qui est stabilisée sur 3 axes, emporte six instruments (caméras grand angle et avec téléobjectif, radiomètre infrarouge, spectromètre ultraviolet, spectromètre infrarouge,...) ayant une masse totale de 61 kilogrammes. L'énergie est fournie par des panneaux solaires qui produisent 500 Watts au niveau de l'orbite de Mars. Le système de propulsion repose sur un moteur-fusée à ergols liquides d'une poussée de 1340 Newtons utilisé pour les corrections de trajectoire et l'insertion en orbite martienne et sur 12 petits moteurs-fusées expulsant de l'azote pour le contrôle de l'orientation.
Mariner 9 est lancée vers la planète Mars le 30 mai 1971 et atteint celle-ci le 14 novembre de la même année. Elle devient le premier véhicule spatial à se mettre en orbite autour d'une autre planète que la Terre, battant de peu les sondes soviétiques Mars 2 et Mars 3, qui arrivent moins d'un mois après. L'orbite de Mariner 9 est elliptique, avec un apoapside qui passe le 16 novembre 1971 de 17 916 km à 17 144 kilomètres et un périapside de 1 394 kilomètres. Après des mois à attendre la fin de tempêtes de poussières sur Mars masquant sa surface, la sonde Mariner 9 réussit le 2 janvier 1972 à envoyer les premières photos de la surface de Mars. la fin de la mission intervient le 27 octobre 1972 après l'épuisement de ses réserves de diazote utilisé pour maintenir l'orientation de la sonde spatiale.
Placée sur une orbite stable, Mariner 9 mène des observations approfondies de l'atmosphère et de la surface de la planète. L'ensemble de la surface de la planète est photographiée avec une  résolution atteignant 1 km et certaines régions avec une résolution spatiale de 100 mètres. Mais surtout, alors que les missions précédentes avaient donné l'image d'une planète stérile d'apparence lunaire, Mariner 9 révèle une planète Mars à la topographie complexe et en partie façonnée dans le passé par l'eau qui relance complètement l'intérêt des scientifiques comme du grand public. Les photos prises par la sonde spatiale mettent en évidence des réseaux de vallées et des chenaux d'inondation qui démontrent que Mars a été par le passé suffisamment chaude pour que de l'eau à l'état liquide circule à sa surface. Grâce à ses instruments (spectromètres ultraviolet, infrarouge, radiomètre infrarouge et deux caméras), elle découvre des éléments marquants de la géographie de Mars tels que le volcan Olympus Mons, le plus grand volcan du Système solaire, et l'énorme canyon qui est ensuite nommé Valles Marineris en l'honneur de la réussite de la mission. Mariner 9 permet de construire le profil vertical de l'atmosphère de Mars. Mariner 9 analyse également les deux satellites naturels de Mars, Phobos et Déimos.

## Objectifs
Les missions Mariner Mars 71 sont constitués de deux engins spatiaux identiques qui doivent se placer en orbite autour de la planète Mars sur des missions complémentaires, mais en raison de l'échec du lancement de Mariner 8, un seul vaisseau spatial est disponible. Mariner 9 combiné les objectifs de la mission de Mariner 8 (cartographier 70% de la surface martienne) et de Mariner 9 (étude des changements temporels dans l'atmosphère martienne et sur la surface martienne). Pour la partie d'étude de la mission, la surface planétaire doit être cartographiée avec la même résolution que celle prévue pour la mission d'origine, bien que la résolution des images des régions polaires soit diminuée en raison de l'augmentation de la portée oblique. Les expériences à caractéristiques variables sont passées d'études de six régions données tous les 5 jours à des études de régions plus petites tous les 17 jours. Mariner 9 est le premier véhicule spatial à se placer en orbite autour d'une  planète autre que la Terre.

## Caractéristiques techniques

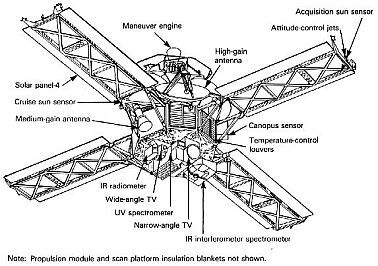
Schéma de Mariner 9.

La sonde spatiale Mariner 9 est construit sur une plate-forme octogonale en magnésium, d'une profondeur de 45,7 cm et d'une diagonale de 138,4 cm. Quatre panneaux solaires, chacun de 215 × 90 cm, sont fixés sur les quatre côtés  de la partie supérieure la plate-forme. Chaque ensemble de deux panneaux solaires a une envergure de 6,89 mètres. La partie supérieure de la plate-forme est occupée par les deux réservoirs d'ergols, le moteur de manœuvre, une antenne à faible gain de 1,44 m de long et une antenne parabolique à haut gain. Une plate-forme de balayage est montée au bas de la plate-forme, sur laquelle sont attachés les instruments scientifiques (caméras de télévision grand angle et angle étroit, radiomètre infrarouge, spectromètre ultraviolet et spectromètre à interféromètre infrarouge - IRIS). La hauteur totale du véhicule spatial est de 2,28 mètres. La masse au lancement est de 997,9 kg, dont 439,1 kg sont des monergols. L'instrumentation scientifique a une masse totale de 63,1 kg. L'électronique de communications, de commande et de contrôle est à l'intérieur de la plate-forme.
L'énergie électrique est fournie par un total de 14 742 cellules photovoltaïques regroupée sur 4 panneaux solaires d'une superficie totale de 7,7 m2. Les panneaux solaires peuvent produire 800 W au niveau de l'orbite terrestre et 500 W sur l'orbite de Mars. L'énergie est stockée dans un accumulateur nickel-cadmium de 20 A-h. La propulsion principale est assurée par un moteur capable d'une poussée de 1 340 N qui peut être rallumé cinq fois. Il brule des ergols hypergoliques : de l'hydrazine monergol et du tétroxyde d'azote. Deux ensembles de 6 moteurs-fusées à gaz froid expulsant de l'azote gazeux et qui sont montés aux extrémités des panneaux solaires sont utilisés pour contrôlé l'orientation de l'engin spatial. La connaissance de l'attitude est fournie par un capteur solaire, un viseur d'étoile Canopus, des gyroscopes, une unité de référence inertielle et un accéléromètre. Le contrôle thermique passif est obtenu grâce à l'utilisation de persiennes sur les huit côtés de la plate-forme et de couvertures thermiques.
Le contrôle de la sonde spatiale se fait via l'ordinateur central et le séquenceur qui a une mémoire intégrée de 512 mots. Le système de commande est programmé avec 86 commandes directes, 4 commandes quantitatives et 5 commandes de contrôle. Les données sont emmagasinées sur un magnétophone numérique bobine à bobine. La bande à 8 pistes de 168 m peut emmagasiner 180 millions de bits enregistrés à 132 kbit/s. La lecture peut être effectuée à 16, 8, 4, 2 et 1 kbit/s en utilisant deux pistes à la fois. Les télécommunications se font via des émetteurs double bande S de 10 W/20 W et un seul récepteur via l'antenne parabolique à gain élevé, l'antenne à gain moyen ou l'antenne omnidirectionnelle à faible gain.

## Instruments scientifiques
La sonde spatiale Mariner 9 emporte six instruments :

### Caméras de télévision
La sonde spatiale emporte deux caméras (Mars TV Camera System) dotée pour l'une d'un objectif grand angle et pour l'autre d'un téléobjectif. Ces caméras utilisent un tube de télévision de type Vidicon de 5,08 cm de diamètre et sont utilisées pour photographier la surface de Mars. Il s'agit d'un instrument de calibrage photométrique fournissant des images en basse résolution à chevauchement sélectif et des images en haute résolution à large bande (non filtrées), chacune imbriquée dans un chevauchement en basse résolution. Les deux types d'images ont un format de 700 x 380 éléments. La résolution de 500 m/ligne de télévision et de 50 m/ligne de télévision est le résultat d'images à basse résolution (11° x 14°) et à haute résolution (1,1° x 1,4°) prises à une altitude au périapside de 2 000 km. Le système officiel de commande pour l'identification des photos se fait par un nombre à 9 chiffres appelé ensemble d'automatisation des données (Data Automation Set - DAS). Plus de 7 300 photos de la surface martienne, des satellites naturels martiens, de Saturne et des champs d'étoiles sont acquises au cours de la mission. Une variété de techniques d'amélioration de l'image est appliquée aux données originales, ce qui met à disposition plus de 30 000 photographies via les archives des données des sciences spatiales de la NASA (Nasa Space Science Data Coordinated Archive - NSSDCA). Ces différentes versions de l'imagerie originale sont traitées à l'aide du système vidéo d'essai de mission (MTVS - Mission Test Video System) et du laboratoire de traitement d'images (IPL - Image Processing Laboratory) du Jet Propulsion Laboratory (JPL).

### SpectromètreultravioletUVS
Le spectromètre ultraviolet UVS (UltraViolet Spectrometer) est conçu  pour analyser le rayonnement ultraviolet (1 100 à 3 520 Å) émis par la surface et  l'atmosphère de Mars, balayer des bandes sélectionnées de ce rayonnement et fournir une valeur d'intensité en fonction de la longueur d'onde sur la base du temps de cycle de balayage. Les objectifs scientifiques de cette expérience se répartissent en deux grandes catégories, la cartographie ultraviolette et l'aéronomie ultraviolette. La cartographie ultraviolette implique des mesures : 1° de la pression atmosphérique sur la majeure partie de la planète, 2° de la concentration d'ozone, 3° des ondes d'obscurcissement, 4° de la variabilité des caractéristiques de surface, 5° des nuages jaunes, de la brume bleue et de la clairière bleu, et 6° des variations de l'abondance oxygène-ozone pour détecter des signes d'activité biologique. L'aéronomie ultraviolette implique des mesures : 1° de la composition et de la structure de la haute atmosphère en fonction de la latitude, de la longitude et du temps, 2° de la variabilité du taux d'échappement de l'hydrogène atomique de l'exosphère, et 3° de la distribution et de la variabilité des aurores et de la détermination du champ magnétique planétaire induit. De plus, lorsque Mars est occulté du champ de vision de l'instrument, des observations de fortes sources stellaires ultraviolettes sont effectuées. La partie optique et détection du spectromètre ultraviolet se compose d'un spectromètre de réseau Ebert avec deux fentes de sortie, d'un déflecteur de lumière, d'un télescope d.occultation à fente et de deux capteurs de lumière à tubes photomultiplicateurs. Le rayonnement ultraviolet incident traverse le système de dérivation, ce qui élimine toute lumière parasite et pénètre dans le télescope. Le miroir primaire du télescope réfléchit le rayonnement vers un miroir secondaire à travers une pré-fente où il est focalisé sur la fente d'entrée du spectromètre de réseau Ebert, qui isole le rayonnement monochromatique du rayonnement entrant. Le rayonnement de la fente d'entrée remplit la moitié du miroir Ebert où il est collimaté et réfléchit sur le réseau (2 160 lignes/mm) de sorte que le rayonnement remplit le réseau. Le réseau tourne sur un petit angle au moyen d'un entraînement à came et diffracte le rayonnement. Un rayonnement diffracté de différentes longueurs d'onde, selon l'angle de réseau, tombe sur l'autre moitié du miroir Ebert, qui le concentre sur les deux fentes de sortie, fournissant ainsi le balayage de longueur d'onde. Les deux tubes photomultiplicateurs détectent le rayonnement de leur fente de sortie respective et ne sont sensibles qu'à des bandes sélectionnées dans le spectre ultraviolet, soit 1 100 à 2 000 Å (canal 1) et 1 450 à 3 520 Å (canal 2). Le canal 1 est détecté par le tube photomultiplicateur (PMT - PhotoMultiplier Tube) avec une photocathode en iodure de césium et une fenêtre en fluorure de lithium et inclut les données utilisées dans l'étude d'aéronomie ultraviolette. Le canal 2 est détecté par le tube photomultiplicateur avec une photocathode en tellure de césium et une fenêtre en saphir et inclut les données utilisées dans l'étude de cartographie ultraviolette. Le spectromètre ultraviolet (UVS) balaye la gamme de longueurs d'onde avec une période de 3 secondes et une résolution spectrale pour des spectres de premier ordre de 15 Å. La longueur d'onde donnant un échantillon photométrique dans le spectre ultraviolet est connue à plus ou moins 5 Å ou mieux. Le sous-système d'automatisation des données (DAS) de Mariner 9 entraîne l'échantillonnage de chaque canal toutes les 5 ms. Le canal 2 est échantillonné 2,5 ms après le canal 1. Il y a 200 échantillons/s/canal, un total de 400 échantillons UVS/s. Chaque échantillon est numérisé en huit bits et un bit de signe dans le système d'automatisation des données (DAS). L'instrument a une plage dynamique de 200 rayleighs par intervalle de 20 Å à 50 kilorayleighs, par intervalle de 20 Å pour le canal 1, et 200 rayleighs par intervalle de 20 Å à 50 megarayleighs par intervalle de 20 Å pour le canal 2. Le canal 1 a un champ de vision qui permet d'imager une partie de la surface martienne de 0,19 x 1,90° d'arc, tandis que le canal 2 est limité à un champ de vision de 0,19 x 0,55°. Le canal 1, avec une portée oblique de 5 700 km, regarde une colonne d'espace à 100 km au-dessus de la surface martienne, soit 24 × 240 km. Le canal 2, en revanche, à une distance verticale de 1 250 km, les vues ont une surface de 2,25 × 6,5 km, tandis qu'à une distance verticale de 850 km, les vues de la surface sont de 1,5 × 4,5 km. L'instrument UVS possède quatre géométries de mesure fondamentales au cours d'une orbite : 1° limbe lumineux, 2° surface éclairée, 3° terminateur et 4° limbe sombre. En plus de prendre des spectres ultraviolets complets, la conception de l'instrument permet également un échantillonnage à 1 216 Å (Lyman-alpha) pour utiliser un mode de débit de données plus bas. Cela permet de prendre des données Lyman-alpha pour un grand pourcentage de chaque orbite. L'expérience commence à recueillir d'excellentes données peu après l'insertion orbitale le 14 novembre 1971 et se poursuit jusqu'au 2 avril 1972, lorsque l'expérience est interrompue pour conserver la puissance de Mariner 9 pendant l'occultation solaire. L'expérience est réactivée le 8 juin 1972, après que Mariner 9 soit sorti de l'occultation solaire. Il continue de fonctionner normalement jusqu'à 22 h 00 TU le 27 octobre 1972, lorsque l'expérience est désactivée avec le reste de la sonde Mariner 9.

### Spectromètre infrarouge IRIS
Le spectromètre à interféromètre infrarouge IRIS (InfraRed Interferometer Spectrometer) est conçue pour fournir des informations sur la structure verticale, la composition et la dynamique de l'atmosphère et sur les propriétés d'émission de la surface de Mars. Des mesures sont effectuées dans la région des spectres d'émission thermique de 6 à 50 μm, en utilisant un interféromètre de Michelson modifié avec une résolution spectrale de 2,4 cm inversé (apodisé) et 1,2 cm inversé (non apodisé), pour déterminer le profil de température vertical, la circulation atmosphérique générale, les constituants atmosphériques mineurs et la température de surface, la composition et les propriétés thermiques en fonction de la latitude et de l'heure locale pour les zones sombres et lumineuses et la région polaire. L'instrumentation, est installée au bas de la sonde spatiale sur une plate-forme de balayage motorisée à pointage multiples, consiste principalement en : 1° un miroir de balayage, 2° une fenêtre d'entrée revêtue d'iodure de césium, 3° un séparateur de faisceau en iodure de césium, 4° un miroir fixe, 5° un miroir mobile avec un entraînement électromagnétique, 6° un miroir de condensation, 7° un détecteur de bolomètre à thermistance, 8° un interféromètre de référence, 9° un calibrateur de corps noir chaud interne, et 10° un programmeur. Le miroir de balayage sélectionne le rayonnement infrarouge dans l'une des trois directions ; Mars, l'espace profond ou le corps noir chaud interne. À partir de ce miroir, le rayonnement est réfléchi dans l'interféromètre à travers la fenêtre d'entrée, qui agit comme un filtre infrarouge et a une surface d'ouverture effective de 10 cm2. Le séparateur de faisceau divise ensuite le rayonnement entrant en deux composantes approximativement égales. Après réflexions dans les miroirs fixe et mobile, respectivement, les deux faisceaux interfèrent l'un avec l'autre et sont focalisés par le miroir de condensation sur le détecteur bolométrique, qui fournit une sortie électrique proportionnelle à l'intensité en fonction de la différence de longueur de trajet ou de la différence de phase entre le rayonnement infrarouge réfléchi ou transmis par le séparateur de faisceau. La sortie électrique, convertie de la forme analogique à la forme numérique, est appelée interférogramme et représente un motif de franges circulaire qui apparaît au plan focal du miroir de condensation. Chaque interférogramme a une durée de 18,2 secondes et contient 4 096 échantillons. Après avoir pris sept interférogrammes en mode de fonctionnement, un est pris du corps noir chaud interne (298 °K ± 3 °K), suivi d'un autre ensemble de sept interférogrammes de Mars, et enfin d'un interférogramme du fond de l'espace profond (4 °K). IRIS, qui a un champ de vision de 4,5°, voit une zone de 116 km de diamètre à partir d'une altitude orbitale de 1 600 km. L'instrument est identique dans tous les domaines critiques aux interféromètres conçus pour les satellites météorologiques Nimbus-B et Nimbus-D, sauf que l'IRIS de Mariner 9 a une meilleure résolution spectrale. L'expérience commence à recueillir d'excellentes données peu après l'insertion orbitale.

### Radiomètre infrarouge IRR
Le radiomètre infrarouge IRR (InfraRed Radiometer), l'expérience est conçue pour fournir, sur une large couverture de la surface de Mars, les températures de luminosité du sol en fonction de l'heure locale en mesurant l'énergie rayonnée dans les bandes de longueurs d'onde de 8 à 12 μm et 18 à 25 μm. À partir de ces températures, les informations suivantes sont dérivées : 1° la distribution à grande échelle de l'inertie thermique des matériaux de surface, 2° l'apparition d'irrégularités dans la courbe de refroidissement, 3° l'existence de « points chauds » pouvant indiquer des sources de chaleur interne, et 4° la température du pôle polaire et de la surface adjacente. L'instrument se compose de deux ensembles télescope/détecteur à thermopile. Chaque ensemble contient deux lentilles, un filtre spectral, un arrêt de champ et un détecteur à thermopile. Les détecteurs de chaque ensemble sont identiques. Cependant, les lentilles et les filtres à travers lesquels le rayonnement doit passer sont de matériaux différents de sorte qu'un détecteur répond au rayonnement dans la bande de 8 à 12 μm (canal 1) tandis que l'autre détecteur répond au rayonnement dans la bande 18 à 25 μm (canal 2). L'ensemble du canal 1, a un champ de vision de 0,53 x 0,53°, un filtre spectral en germanium, une lentille de champ et une transmission infrarouge (IRTRAN - InfraRed TRANsmission). L'ensemble du canal 2, a un champ de vision de 0,70 x 0,70°, un filtre spectral en silicium, une lentille de champ IRTRAN-6 et une lentille d'objectif IRTRAN-6. Les détecteurs sont des thermopiles différentielles bismuth-antimoine à 13 jonctions, qui génèrent une tension en réponse au flux incident de chaleur radiante. Les canaux 1 et 2 ont des zones sensibles de 0,25 × 0,25 mm et 0,40 × 0,40 mm, respectivement. Le rayonnement est mesuré à partir de trois sources (espace, Mars et une source de référence thermique) au moyen d'un miroir de balayage à trois positions tourné dans le sens horaire par un moteur pas à pas bidirectionnel et numérique. Le cycle de balayage de 42 s est contrôlé par le sous-système d'automatisation des données (DAS - Data Automation Subsystem) de Mariner 9 et se compose des modes de visualisation suivants séparés chacun par un intervalle de balayage de 0,25 seconde : planète (19,2 s), espace (2,4 s), planète (18,0 s) et référence thermique (2,4 s). Le rayonnement de la source, à un temps donné, pénètre dans le radiomètre infrarouge qui est réfléchi par le miroir de balayage, passe à travers la lentille d'objectif, le filtre spectral et la lentille de champ, et est focalisé sur le détecteur. Le détecteur convertit ensuite le flux radiant incident en tension. Les échantillons de données du radiomètre infrarouge sont prélevés par paires, chaque paire étant constituée d'un échantillon de canal 1 et d'un échantillon de canal 2. Les paires de données apparaissent à des intervalles de 1,2 s, tandis que l'intervalle entre les échantillons d'une paire était de 200 ms. La plage dynamique de l'instrument est optimale de 150 à 325 K. La sensibilité du radiomètre infrarouge est de ± 0,12 K à 300 K et de ± 0,6 K à 140 K. Monté sur la plate-forme de balayage planétaire de Mariner 9, le radiomètre infrarouge a une ouverture de 20 cm2 avec une vue imprenable sur Mars sous-tendant un demi-angle minimum de 15°. À 90° de cette ouverture et directement en face de la plaque de référence thermique (plaque en aluminium incurvée noire et plate), l'ouverture offre une vue dégagée de l'espace profond sous-tendant 20 x 20°. Le radiomètre infrarouge, avec la caméra de télévision à angle étroit à ± 0,3°, a une résolution de la surface de Mars de 20 × 20 km et 25 × 25 km pour les canaux 1 et 2, respectivement, à partir de 2 000 km d'altitude au périapside. L'instrument est fondamentalement le même que celui utilisé sur les missions Mariner Mars 1969 (Mariner 6 et Mariner 7), sauf qu'un diaphragme à plan focal (arrêt de champ) est placé devant les détecteurs pour réduire la réponse au rayonnement hors axe. L'expérience commence à collecter des données de haute qualité peu après l'insertion orbitale le 14 novembre 1971 et se poursuit jusqu'au 2 avril 1972, lorsque l'expérience est interrompue pour conserver la puissance de la sonde spatiale pendant l'occultation solaire. L'expérience est de nouveau en fonction le 8 juin 1972, après que Mariner 9 sort de l'occultation solaire. Il continue de fonctionner normalement jusqu'à 22 h 00 TU le 27 octobre 1972, lorsque l'expérience est désactivée avec le reste de la sonde Mariner 9.

### Expérience d'occultation en bande S
L'Expérience d'occultation en bande S (S-Band Occultation Expriment) mesure le décalage Doppler du signal de télémétrie en bande S lors de l'occultation de la sonde Mariner 9 par la planète Mars fournit la distribution verticale de l'indice de réfraction de l'atmosphère martienne. Ces données donnent la distribution verticale des espèces neutres et ionisées.

### Mesure du champ gravitationnel
L'expérience de mécanique céleste (Celestial Mechanics Experiment) utilise les données de navigation de la sonde spatiale pour cartographier les irrégularités du champ de gravité de Mars et fournir des éphémérides avec une haute précision.

## Déroulement de la mission

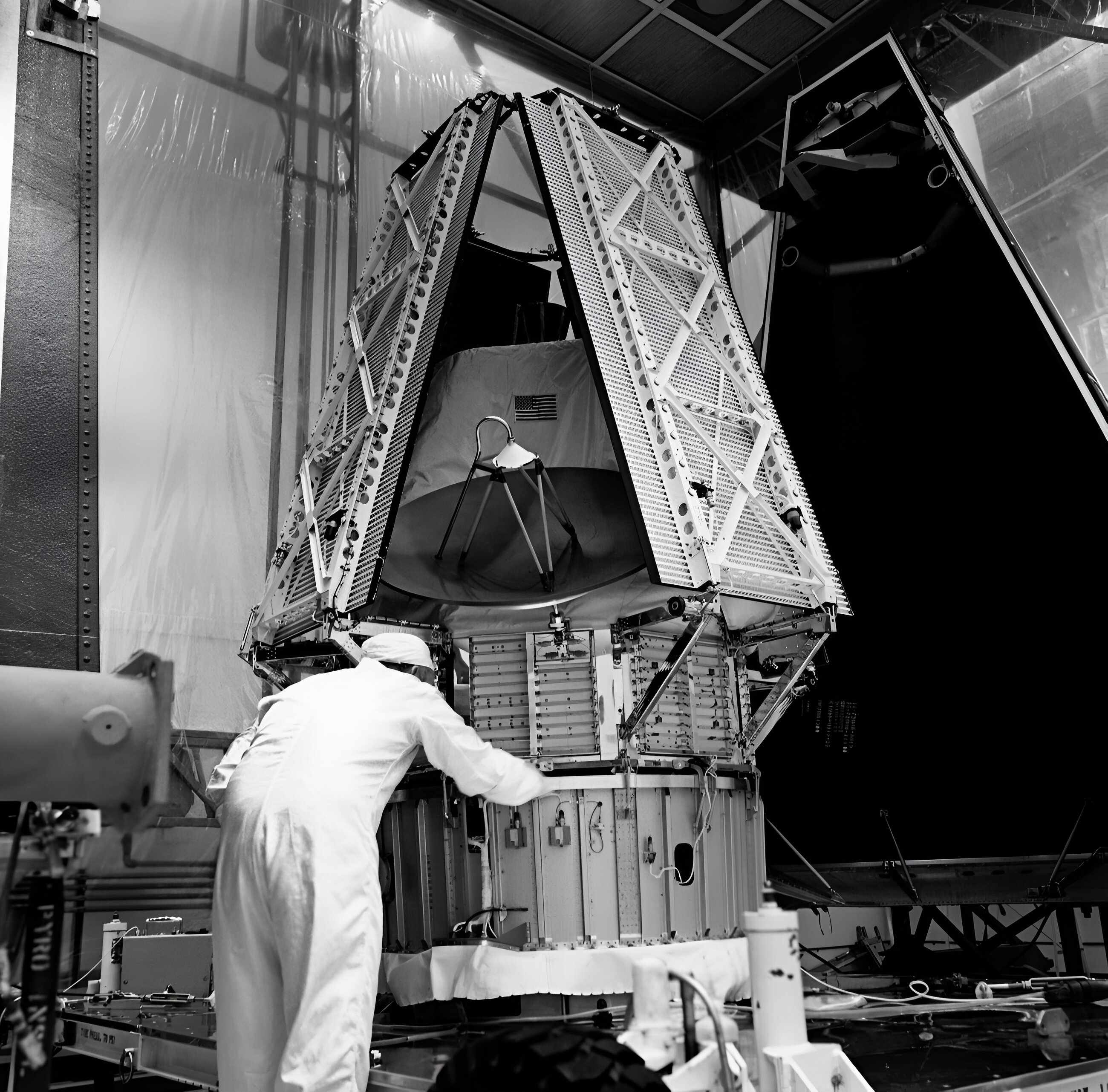
Dernières vérifications de la sonde spatiale spatiale Mariner 9 avant son lancement.

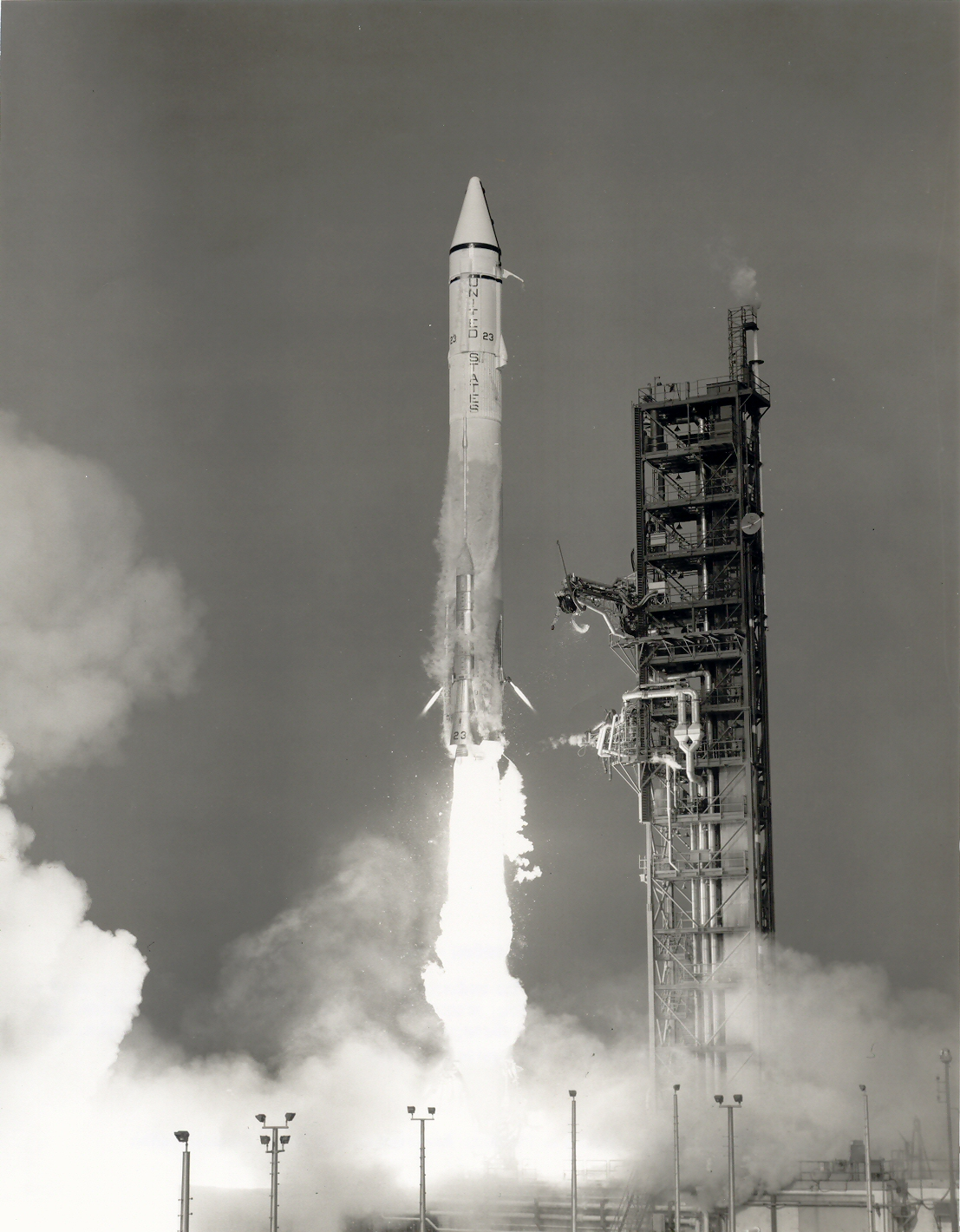
Lancement de Mariner 9 par le lanceur Atlas-Centaur (AC-23).

Mariner 9 est lancé le 30 mai 1971 à 22 h 23 min 04 s TU sur une trajectoire d'ascension directe de 398 millions de km vers la planète Mars par le lanceur Atlas-Centaur (AC-23) depuis l'aire de lancement LC-36 B, à la base de lancement de Cap Kennedy. La séparation de l'étage Centaur se produit à 22 h 36 TU, 13 minutes après le lancement. Les quatre panneaux solaires sont déployés à 22 h 40 TU. Les capteurs se verrouillent sur le Soleil à 23 h 16 TU, peu de temps après que la sonde spatiale quitte l'ombre de la Terre et l'acquisition de l'étoile Canopus est réalisée à 02 h 26 TU le 31 mai 1971. Une manœuvre de correction de trajectoire est exécutée le 5 juin 1971. La sonde Mariner 9 arrive dans l'environnement de la planète de Mars le 14 novembre 1971 après un vol de 167 jours. Le moteur principal est mis à feu à 00 h 18 TU durant 15 min et 23 s et met la sonde Mariner 9 en orbite autour de Mars, faisant de Mariner 9 le premier véhicule spatial à se mettre en orbite autour d'une autre planète. L'orbite d'insertion a un périapside de 1 398 km, un apoapside de 17 915 km et une période de révolution de 12 h 34 min. Deux jours plus tard, le 16 novembre, une autre mise à feu de 6 secondes fait passer la période de révolution à un peu moins de 12 heures avec un périapside de 1 387 km. Une manœuvre de correction est effectuée le 30 décembre 1971 lors de la 94e orbite, ce qui élève le périapside à 1 650 km et modifie la période de révolution à 11 h 59 min 28 s pour que des transmissions de données synchrones puissent être effectuées vers l'antenne de 64 m du Deep Space Network (DSN) de Goldstone.
L'imagerie de la surface de Mars par la sonde Mariner 9 est retardée par une tempête de sable qui commence le 22 septembre 1971 dans la région de Noachis Terra. La tempête est rapidement devenue l'une des plus grandes tempêtes jamais observées sur la planète Mars. Au moment où le véhicule spatial est arrivé autour de Mars, aucun détail de la surface ne pouvait être vu, à l'exception des sommets du volcan Olympus Mons et des trois volcans de Tharsis Montes.
La tempête s'apaise en novembre et décembre 1971 et les opérations normales de cartographie commencent le 2 janvier 1972. Le véhicule spatial recueille des données sur la composition atmosphérique, la densité, la pression et la température ainsi que sur la composition de la surface, la température, la gravité et la topographie de Mars. Un total de 54 milliards de bits de données scientifiques sont retournés, dont 7 329 images couvrant la planète entière. Le 11 février 1972, la NASA annonce que Mariner 9 a atteint tous ses objectifs.

### Fin de mission
Après avoir épuisé son approvisionnement en diazote pour le contrôle d'attitude, la sonde spatiale Mariner 9 est éteinte par la NASA le 27 octobre 1972. La sonde Mariner 9 est laissée sur une orbite qui doit durer au moins 50 ans, après quoi le vaisseau spatial entrera dans l'atmosphère martienne, soit vers 2020,, (la présente estimation est mars 2022).

## Résultats scientifiques

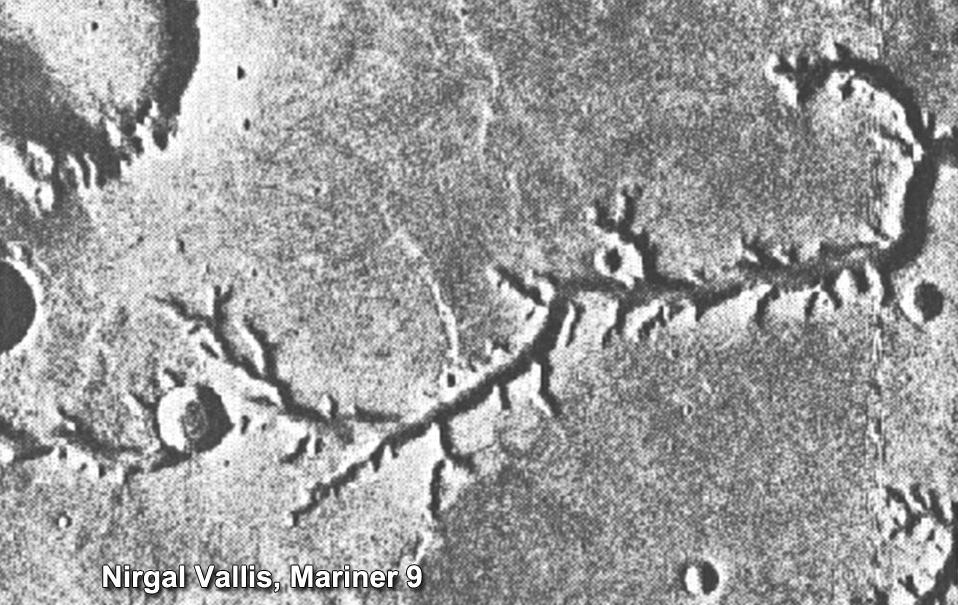
Nirgal Vallis photographiée par Mariner 9 démontre que de l'eau a coulé autrefois à l'état liquide à la surface de Mars.

La mission Mariner 9 a permis pour la première fois de cartographier l'ensemble de la surface de Mars. Parmi les photos les plus spectaculaires et les plus intéressantes sur le plan scientifique figurent les premières vues détaillées des volcans de Mars, de la Valles Marineris, des calottes polaires martiennes et des satellites naturels de Mars, Phobos et Déimos. Mariner 9 fournit également des informations sur les tempêtes de poussières sur Mars, la figure triaxiale de Mars et le champ de gravité ainsi que des preuves de l'activité éolienne de surface de la planète Mars.